# Flowers and Trees
Flowers and Trees és un dibuix animat de les Silly Symphonies de 1932 produït per Walt Disney, dirigit per Burt Gillett i estrenat als cinemes per United Artists el 30 de juliol de 1932. Va ser la primera pel·lícula llançada comercialment que es va produir amb el procés Technicolor de tres tires a tot color després de diversos anys de pel·lícules Technicolor a dos colors. La pel·lícula va ser un èxit comercial i de crítica, guanyant el primer Oscar al millor curtmetratge d'animació.
El 2021, la pel·lícula va ser seleccionada per a la seva preservació al National Film Registry dels Estats Units per la Biblioteca del Congrés per ser "important culturalment, històricament o estèticament".

## Argument
Durant la primavera les flors, els bolets i els arbres es desperten. Alguns arbres toquen una melodia, utilitzant vinyes per a les cordes de l'arpa i un cor de pit-roigs. Esclata una baralla entre un arbre buit i un arbre més jove i saludable per l'atenció d'un arbre femella. L'arbre jove surt victoriós, però l'arbre buit reacciona amb l'inici d'un foc. Les plantes i els animals intenten apagar o eludir el foc. Fent forats als núvols i fent ploure, els ocells aconsegueixen apagar el foc, tot i que l'arbre buit mor entre les flames després de quedar-s'hi atrapat ell mateix. Aleshores, l'arbre jove es declara a l'arbre femení, amb una eruga que serveix d'anell, i s'abracen amb un arc de Sant Martí de 12 colors darrere d'ells.

## Producció
El maig de 1932 es va completar la primera càmera Technicolor de tres tires. Herbert Kalmus va voler provar-la en el camp de l'animació, donant temps a l'empresa per construir prou càmeres per oferir a tota la indústria cinematogràfica, però no va trobar cap animador interessat. Finalment Walt Disney va acceptar provar-ho com un experiment amb Flowers and Trees, que ja estava en producció en blanc i negre, i va ordenar que el dibuixos animats es referessin en color. L'animació en color va provocar que la producció excedís el pressupost, podent arruïnant econòmicament Disney, però el dibuix animat va resultar tan popular que els beneficis van compensar l'excés de pressupost.

## Impacte
Com a resultat de l'èxit de Flowers and Trees, tots els futurs dibuixos animats de Silly Symphonies es van produir en Technicolor de tres tires. La novetat afegida del color va ajudar a augmentar els rendiments anteriorment decebedors de la sèrie. L'altra sèrie de dibuixos animats de Disney, els curts de Mickey Mouse, es va considerar prou exitosa com per no necessitar l'impuls addicional de color, mantenint-se en blanc i negre fins a The Band Concert (1935).
El contracte exclusiu de Disney amb Technicolor, vigent fins a finals de 1935, va obligar a altres productors d'animació com Ub Iwerks i Max Fleischer a utilitzar el procés inferior de dos colors de Technicolor o un sistema de dos colors competidor com Cinecolor.

## Reconeixements
Flowers and Trees va ser la primera pel·lícula d'animació que va guanyar un Oscar en el cinquens premis el 1932. Va guanyar el millor "Curt, dibuixos animats", una categoria introduïda per primera vegada aquell any.

## Mitjans domèstics
El curt es va estrenar el 4 de desembre de 2001 a Walt Disney Treasures: Silly Symphonies - The Historic Musical Animated Classics.